# Communauté de communes des Vallées d'Auge et du Merlerault
La communauté de communes des Vallées d'Auge et du Merlerault  (VAM) est une communauté de communes française, créée le 1er janvier 2017 et située dans le département de l'Orne en région Normandie.

## Historique
Dans le cadre des prescriptions de loi portant nouvelle organisation territoriale de la République (Loi NOTRe) du 7 août 2015, qui prévoit que les établissements publics de coopération intercommunale (EPCI) à fiscalité propre doivent avoir un minimum de 15 000 habitants (sous réserve de certaines dérogations bénéficiant aux territoires de très faible densité), les trois petites communautés de communes du Pays du Camembert, de la  Région de Gacé et des Vallées du Merlerault ont du fusionner  le 1er janvier 2017, par un arrêté préfectoral du 1er décembre 2016,.
Le 1er janvier 2018, les communes de Fay et Mahéru quittent à leur demande la communauté de communes des Vallées d'Auge et du Merlerault pour intégrer la communauté de communes des Pays de L'Aigle,,,.
Le 1er janvier 2025, les communes des Authieux-du-Puits, de La Genevraie, de Godisson, du Merlerault et de Nonant-le-Pin fusionnent pour constituer la commune nouvelle de Merlerault-le-Pin.

## Territoire communautaire

### Géographie
Située dans le nord-est du département de l'Orne, la communauté de communes des Vallées d'Auge et du Merlerault regroupe 46 communes et s'étend sur 531,9 km2.
Le territoire communautaire est structuré par 2 pôles d'équilibre centraux, Vimoutiers, « capitale » du Pays d'Auge ornais et Gacé, et 3 pôles d'irrigation rurale, Sainte-Gauburge-Sainte-Colombe,  Sap-en-Auge et le Merlerault. C'est un territoire essentiellement rural, dont seulement 4 % de la superficie est artificialisée, 82% de sa superficie dédiée aux surfaces agricoles, dont  62% des surfaces PAC en prairies, et constitué de paysages de bocage morcelés par quelques tâches boisées le long des vallées
de la Touques et de la Vie. Ces espaces abritent un riche patrimoine faunistique et floristique, protégés par 4 zones Natura 2000 et 2 arrêtés de protection de biotope. Il est remarquable par ses élevages de chevaux de course et par le prestigieux emblème de la gastronomie française, le Camembert.
Vimoutiers et Gacé concentrent plus du tiers de la population de la communauté et presque la moitié des emplois (47 % des 5 351 emplois de 2017), emplois qui y sont en régression (de — 8 à — 6 % entre 2012 et 2017).
Son territoire propose de nombreux services : 6 EHPAD, 1 foyer résidence, 1 hôpital, 3 PSLA, 2 maisons de santé, 1 crèche multi-accueil, 8 écoles maternelles et primaires sur 14 sites, 3 collèges, 6 centres de loisirs sans hébergements, 2 maisons « France Services » et une troisième en cours, 4 médiathèques, 1 école de musique, 1 piscine intercommunale, un relais d'assistantes maternelles intercommunal itinérant en 2017...

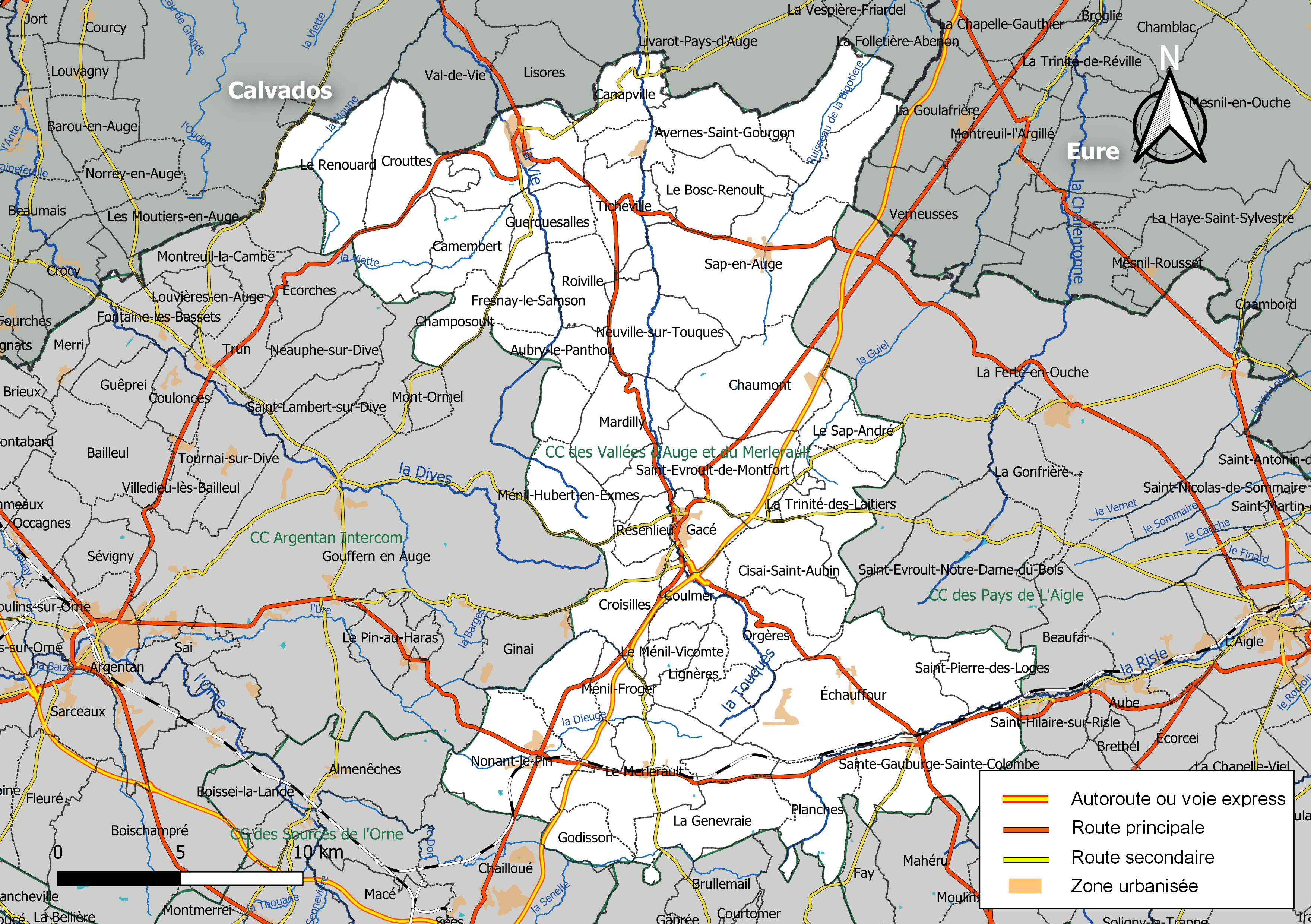
Carte de la communauté de communes des Vallées d'Auge et du Merlerault au 1er janvier 2019.

### Composition
En 2023, la communauté de communes est composée des 42 communes suivantes :

| Nom                            | Code Insee | Gentilé          | Superficie (km2) | Population (dernière pop. légale) | Densité (hab./km2) |
| ------------------------------ | ---------- | ---------------- | ---------------- | --------------------------------- | ------------------ |
| Vimoutiers (siège)             | 61508      | Vimonastériens   | 16,15            | 3 041 (2022)                      | 188                |
| Aubry-le-Panthou               | 61010      | Pantholiens      | 6,85             | 130 (2022)                        | 19                 |
| Avernes-Saint-Gourgon          | 61018      | Avernais         | 12,13            | 69 (2022)                         | 5,7                |
| Le Bosc-Renoult                | 61054      | Boscrenolviens   | 12,7             | 259 (2022)                        | 20                 |
| Camembert                      | 61071      | Camembertois     | 10,3             | 169 (2022)                        | 16                 |
| Canapville                     | 61072      | Canapvillais     | 8,22             | 218 (2022)                        | 27                 |
| Champ-Haut                     | 61088      | Campo-Haltiens   | 5,16             | 42 (2022)                         | 8,1                |
| Les Champeaux                  | 61086      | Champeausiens    | 9,65             | 98 (2022)                         | 10                 |
| Champosoult                    | 61089      | Champosulfiens   | 7,01             | 102 (2022)                        | 15                 |
| Chaumont                       | 61103      | Chaumontais      | 19,51            | 167 (2022)                        | 8,6                |
| Cisai-Saint-Aubin              | 61108      | Cisaiens         | 14,49            | 181 (2022)                        | 12                 |
| Coulmer                        | 61122      |                  | 6,68             | 81 (2022)                         | 12                 |
| Croisilles                     | 61138      |                  | 11,32            | 193 (2022)                        | 17                 |
| Crouttes                       | 61139      | Crouttésiens     | 13,47            | 304 (2022)                        | 23                 |
| Échauffour                     | 61150      | Échauffouriens   | 33,14            | 730 (2022)                        | 22                 |
| La Fresnaie-Fayel              | 61178      |                  | 5,09             | 51 (2022)                         | 10                 |
| Fresnay-le-Samson              | 61180      | Fresnaysiens     | 6,76             | 108 (2022)                        | 16                 |
| Gacé                           | 61181      | Gacéens          | 6,5              | 1 771 (2022)                      | 272                |
| Guerquesalles                  | 61198      | Guerquesallais   | 8,66             | 133 (2022)                        | 15                 |
| Lignères                       | 61225      | Lignérois        | 5,37             | 29 (2022)                         | 5,4                |
| Mardilly                       | 61252      | Mardilisiens     | 12,76            | 133 (2022)                        | 10                 |
| Ménil-Froger                   | 61264      | Ménil-Frogériens | 5,31             | 62 (2022)                         | 12                 |
| Ménil-Hubert-en-Exmes          | 61268      |                  | 10,34            | 120 (2022)                        | 12                 |
| Le Ménil-Vicomte               | 61272      | Mesnil-Vicomtois | 3,86             | 26 (2022)                         | 6,7                |
| Merlerault-le-Pin              | 61275      |                  | 61,55            | 1 435 (2022)                      | 23                 |
| Neuville-sur-Touques           | 61307      |                  | 15,35            | 237 (2022)                        | 15                 |
| Orgères                        | 61317      | Orgériens        | 12,04            | 182 (2022)                        | 15                 |
| Planches                       | 61330      | Planchéens       | 12,49            | 181 (2022)                        | 14                 |
| Pontchardon                    | 61333      | Pontchardonnais  | 4,83             | 184 (2022)                        | 38                 |
| Le Renouard                    | 61346      | Renouardais      | 14,48            | 203 (2022)                        | 14                 |
| Résenlieu                      | 61347      |                  | 5,09             | 174 (2022)                        | 34                 |
| Roiville                       | 61351      | Roivillais       | 8,18             | 133 (2022)                        | 16                 |
| Saint-Aubin-de-Bonneval        | 61366      | Bonnevalois      | 11,67            | 131 (2022)                        | 11                 |
| Saint-Evroult-de-Montfort      | 61385      | Montfortais      | 22,36            | 359 (2022)                        | 16                 |
| Saint-Germain-d'Aunay          | 61392      | Saint-Germinois  | 8,51             | 117 (2022)                        | 14                 |
| Saint-Germain-de-Clairefeuille | 61393      | Germinois        | 12,31            | 132 (2022)                        | 11                 |
| Saint-Pierre-des-Loges         | 61446      | Pétruviens       | 9,79             | 160 (2022)                        | 16                 |
| Sainte-Gauburge-Sainte-Colombe | 61389      | Valburgeois      | 21,17            | 1 013 (2022)                      | 48                 |
| Le Sap-André                   | 61461      | Sap-Andréens     | 9,53             | 125 (2022)                        | 13                 |
| Sap-en-Auge                    | 61460      |                  | 29,98            | 942 (2022)                        | 31                 |
| Ticheville                     | 61485      | Tichevillais     | 9,93             | 195 (2022)                        | 20                 |
| La Trinité-des-Laitiers        | 61493      |                  | 11,16            | 64 (2022)                         | 5,7                |

### Démographie
| 1968   | 1975   | 1982   | 1990   | 1999   | 2010   | 2015   | 2022   |
| ------ | ------ | ------ | ------ | ------ | ------ | ------ | ------ |
| 19 864 | 19 090 | 17 750 | 16 781 | 16 682 | 16 095 | 15 106 | 14 184 |

## Organisation

### Siège
Le siège de la communauté est à Vimoutiers, 15 rue Pernelle. Elle dispose également de bureaux à Merlerault et Gacé.

### Élus
La communauté de communes est administrée par son conseil communautaire,  composé pour la fin de la mandature 2014-2020 de 70 conseillers communautaires représentant les  communes membres répartis proportionnellement à leur population, soit :
| Nombre de conseillers | Communes (représentation de 2017 à 2020)                   |
| --------------------- | ---------------------------------------------------------- |
| 12                    | Vimoutiers                                                 |
| 7                     | Gacé                                                       |
| 3                     | Le Merlerault, Sainte-Gauburge-Sainte-Colombe, Sap-en-Auge |
| 2                     | Échauffour                                                 |
| 1                     | les autres communes                                        |

Au terme des élections municipales de 2020 dans l'Orne, le conseil communautaire renouvelé a élu le 16 juillet 2020 son nouveau président ainsi que ses onze vice-présidents, qui sont : 
1. Jean Grimbert, maire de Gacé, chargé des finances ;
2. Gérard Rosé, maire de Sap-en-Auge, chargé  des ressources humaines ;
3. Martine Gressant, maire du Merlerault, chargée du développement économique ;
4. Stéphane Dif, maire-adjoint de Gacé, chargé du tourisme, des chemins de randonnée et de la culture ;
5. Agnès Laigre, maire de Guerquesalles, conseillère départementale de Vimoutiers, chargée des services à la population et des mobilités ;
6. Marie-Christine Liard, maire--adjointe de Vimoutiers, chargée de l’enfance et de la petite enfance ;
7. Philippe Bigot, maire de Sainte-Gauburge, chargé des déchets ;
8. Michel Bigot, maire-adjoint de Vimoutiers, chargé de la voirie ;
9. Paul Langlois, maire du Mesnil-Vicomte, chargé des bâtiments ;
10. Karim Bounab, maire du Renouard, chargé de l'urbanisme ;
11. Christophe Bignon, maire d’Avernes-Saint-Gourgon, chargé de la transition environnementale, de l’assainissement non collectif et de la gestion des milieux aquatiques et prévention des inondations (GEMAPI).

Le bureau communautaire est constitué pour la mandature 2020-2026 de 22 membres, y compris le président et les vice-présidents, ainsi que les maires des bourgs centre de Vimoutiers, Nonant-le-Pin, Le Merlerault, Sap-en-Auge lorsqu'ils ne sont pas vice-présidents.
Le vice-présidents sont donc sept issus de l’ex-Cdc du camembert, trois de l’ex-cdc des vallées du Merlerault et deux de l’ex-Cdc de Gacé.

### Liste des présidents
| Période       | Période                        | Identité              | Étiquette | Qualité |
| ------------- | ------------------------------ | --------------------- | --------- | --- |
| janvier 2017  | juillet 2020                   | Marie-Thérèse Mayzaud | DVD       | Pharmacienne Maire (1999 → 2014) Conseillère municipale de la commune nouvelle de Sap-en-Auge (2017 → ?) Présidente de l'ex-CC du Pays du Camembert (2004 → 2016) |
| juillet 2020, | En cours (au 1er janvier 2024) | Sébastien Gourdel     |           | Chef d'entreprise Président du musée du Camembert Trésorier du district de l’Orne de football Conseiller municipal d'opposition à Vimoutiers                      |

### Compétences
L'intercommunalité exerce les compétences qui lui ont été transférées par les communes membres, dans les conditions déterminées par le code général des collectivités territoriales. Il s'agit de :
- Aménagement de l'espace pour la conduite d'actions d'intérêt communautaire ; schéma de cohérence territoriale (SCOT) ; plan local d'urbanisme (PLU), carte communale... ;
- Actions de développement économique ; zones d'activité ; politique locale du commerce et soutien aux activités commerciales d'intérêt communautaire ; promotion du tourisme, dont la création d'offices de tourisme ;
- Gestion des milieux aquatiques et prévention des inondations (GEMAPI) ;
- Aires d'accueil des gens du voyage et des terrains familiaux locatifs ;
- Collecte et traitement des déchets des ménages et déchets assimilés ;
- Protection et mise en valeur de l'environnement, le cas échéant dans le cadre de schémas départementaux et soutien aux actions de maîtrise de la demande d'énergie ;
- Politique du logement et du cadre de vie :  élaboration de programmes visant à répondre aux besoins en logements neufs et anciens, et à une répartition équilibrée et diversifiée de cette offre (La mise en œuvre de ces programmes reste de la compétence des opérateurs concernés) ; réhabilitation de logements anciens dans le cadre d'OPAH, aides financières dans le cadre d'OPAH ou de PST
- Voiries communales reconnues d'intérêt communautaire :
- Enfance : structures multi-accueil pour la petite enfance d'intérêt communautaire. - Relais d'assistantes maternelles d'intérêt communautaire ; centres de loisirs sans hébergement d'intérêt communautaire ; centres de loisirs et d'accueil des adolescents d'intérêt communautaire.
- Santé : Bâtiments, équipements des établissements publics recevant les professionnels de santé, d'intérêt communautaire.
- Mobilité : Mise en place d'un service de transport à la demande sur l'ensemble du territoire, dans le cadre d'une délégation de compétence de la Région. La communauté de communes recherchera des solutions afin d'aider à la mobilité de la population.
- Maisons de services au public
- Équipements touristiques : équipements existants reconnus d'intérêt communautaire, élaboration de tous projets touristiques d'envergure, à vocation sociale
- Prise en charge du contingent incendie des communes ;
- Assainissement : études de zonage - Assainissement non collectif  (Gestion d'un service public d'assainissement non collectif pour assurer les contrôles des installations, aides à l'instruction des dossiers individuels de demande d'aide à la réhabilitation des installations
- Gendarmerie : Locaux de service et techniques de la communauté de brigade de gendarmerie d'intérêt communautaire.
- Maintien des services publics
- Urbanisme : La communauté de communes assurera la création et la gestion des servitudes telles que les AVAP, RLPI. Instruction des demandes d'urbanisme : permis de construire, déclarations préalables, certificats d'urbanisme.
- Équipements culturels, sportifs et d'enseignement pré-élémentaire et élémentaire d'intérêt communautaire : Médiathèques, musées, saison culturelle, activités musicales, équipements sportifs, établissements scolaires, restauration scolaire, frais de scolarité des enfants domiciliés sur son territoire et scolarisés dans les écoles extérieures à la communauté de communes, Prise en charge des activités périscolaires : garderie, accompagnement des services de transport, établissements privés (Prise en charge des dépenses de fonctionnement dans les conditions fixées par les contrats d'association).
- Action sociale d'intérêt communautaire : prise en charge des contingents d'aide sociale et reversement aux communes - Chaque commune conserve à sa charge le fonctionnement de son CCAS - Versement des subventions aux associations à caractère social. - Initiatives en faveur d'actions sociales ayant un intérêt pour l'ensemble des habitants, notamment les plus démunis.
- Manifestations culturelles, sportives ou touristiques à caractère exceptionnel ou innovant ou d'envergure extraterritoriale
- Animaux errants :  Prise en charge de la participation financière du ou des refuges agréés pour la gestion des animaux errants et prise en charge des dépenses financières des services vétérinaires, lorsque les établissements spécialisés dans l'accueil des animaux errants seront fermés.
- zones éoliennes.

### Régime fiscal et budget
La communauté de communes est un établissement public de coopération intercommunale à fiscalité propre.
Afin de financer l'exercice de ses compétences, l'intercommunalité perçoit la fiscalité professionnelle unique (FPU) – qui a succédé à la taxe professionnelle unique (TPU) – et assure une péréquation de ressources entre les communes résidentielles et celles dotées de zones d'activité.
Elle perçoit également une bonification de la dotation globale de fonctionnement (DGF).

### Effectifs
Les effectifs d'agents transférés par les trois intercommunalités s'élevaient à 115.